# 中谷奈津子
中谷 奈津子（なかたに なつこ、1978年7月14日 - ）は、日本の紙芝居師、司会者、フリーアナウンサー。石川県金沢市出身。

## 経歴
石川県立金沢錦丘高等学校、明治学院大学社会学部社会学科を卒業後、NHK金沢放送局の契約アナウンサーとして情報番組のキャスターやリポーターを勤める。この間に番組で紙芝居を披露し、子供たちと楽しんだ経験が、後に役に立つこととなる。3年後に退社して、上京してフリーに転身し、俳優やリポーターなどで活動する。
30歳を過ぎてフリーアナウンサーの仕事を失った後、NHK時代の紙芝居経験から、紙芝居師事務所に所属し、2009年（平成21年）からプロの紙芝居師「紙芝居師なっちゃん」として様々なイベントに出演する。公演の場所の地元の情報を調べ、地元色をいかした紙芝居で好評を得る。
2011年（平成23年）の東北地方太平洋沖地震が、公演予定であった茨城県が被災、現地で被災者たちと生活を共にし、復興作業などを手伝いつつ、その合間に紙芝居を披露したところ、予想外の反響があり、これが大きな転機となる。震災10日後より、避難所である茨城県を皮切りとして被災地を積極的に回り、被災者たちを紙芝居で元気づける活動を続ける。
復興支援活動中に神奈川県鎌倉市のボランティア団体と出会った縁で、2012年（平成24年）に鎌倉に移住。童歌や民話などの土地に根差した素材を用いた創作紙芝居のスタイルを確立し、関東地方を中心に日本各地で活動を続ける。その後も月に1度は復興支援のために被災地を訪れており、一方では鎌倉で起こった過去の震災を紙芝居を通じて伝える防災活動等も行なう。北陸新幹線の長野駅・金沢駅間開業時は、石川県の観光資源をPRする「いしかわ観光特使」の1人として、新幹線車内で石川や金沢の魅力を伝える紙芝居を演じた。またイベントなどの司会業も行っており、その司会にも紙芝居を取り込んで好評を博している。
紙芝居師としては、頭のターバンなどエキゾチックな衣装、小気味よく繰り出される絵に合せた、抑揚のある軽快な語り、随所に響かせるヴィブラスラップ（打楽器）の音、体を使って物語の人物に成りきる演技などを特徴とする。アナウンサー出身ならではのトークや表現力、子供向けの紙芝居ながら大人をも楽しませる雰囲気が人気を呼んでいる。2014年（平成26年）12月には紙芝居による復興支援活動を評価され、茗渓会より社会貢献活動功労者として茗渓会賞を授賞された。

## 出演
- SHONAN BEACH TWILIGHT TIME（逗子・葉山コミュニティ放送、レギュラーパーソナリティー）